# عبد الباسط عبد الصمد
عبد الباسط عبد الصمد (1345- 1409 هـ / 1927- 1988 م)، قارئ قرآن مصري، يُعَد أحدَ أعلام المقرئين البارزين، لُقّب بـ «صوت مكة». حفظ القرآن الكريم على يد الشيخ محمد الأمير شيخ كتاب قريته. أخذ القراءات على يد الشيخ المتقن محمد سليم حمادة. دخل الإذاعة المصرية سنة 1951م، وكانت أول تلاواته من سورة فاطر. عُيّن قارئًا لمسجد الإمام الشافعي سنة 1952م، ثم لمسجد الإمام الحسين سنة 1958م خلفًا للشيخ محمود علي البنا. ترك للإذاعة ثروة من التسجيلات، إلى جانب المصحفين المرتل والمجود، ومصاحف مرتلة لبلدان عربية وإسلامية. جاب بلاد العالم سفيرًا لكتاب الله، وكان أول نقيب لقراء مصر سنة 1984م.

## مولده ونشأته
وُلِدَ القارئ الشيخ عبد الباسط محمد عبد الصمد عام 1345هـ/ 1927م بقرية المراعزة التابعة لمركز أرمنت بمحافظة قنا (قبل أن يْضَم مركز أرمنت إلى محافظة الأقصر سنة 2009م مع تأسيسها) بجنوب الصعيد. حيث نشأ في بيئة تهتم بالقرآن الكريم حفظًا وتجويدًا. فالجَد هو الشيخ عبد الصمد كان من الحفظة المشهود لهم بالتمكن من حفظ القرآن وتجويده بالأحكام، والوالد هو الشيخ محمد عبد الصمد، كان أحد المجودين المجيدين للقرآن حفظًا وتجويدًا. أما الشقيقان محمود وعبد الحميد فكانا يحفظان القرآن بالكتاب فلحق بهما أخوهما الأصغر سنًّا عبد الباسط وهو في السادسة من عمره.
التحق الطفل الموهوب عبد الباسط بكتاب الشيخ الأمير بأرمنت فاستقبله شيخه أحسن استقبال؛ لأنه توسم فيه كل المؤهلات القرآنية التي أصقلت من خلال سماعه القرآن يُتلَى بالبيت ليل نهار بكرةً وأصيلًا.
لاحظ الشيخ على تلميذه الموهوب أنه يتميز بجملةٍ من المواهب والنبوغ تتمثل في سرعة استيعابه لما أخذه من القرآن وشدة انتباهه وحرصه على متابعة شيخه بشغف وحب، ودقة التحكم في مخارج الألفاظ والوقف والابتداء وعذوبة في الصوت تشنف الآذان بالسماع والاستماع. وأثناء عودته إلى البيت كان يرتل ما سمعه من الشيخ رفعت بصوته القوي الجميل متمتعًا بأداءٍ طيبٍ يستوقف كل ذي سمع.
يقول الشيخ عبد الباسط في مذكراته: «كانت سنّي عشر سنوات أتممت خلالها حفظ القرآن الذي كان يتدفق على لساني كالنهر الجاري وكان والدي موظفًا بوزارة المواصلات، وكان جَدّي من العلماء فطلبت منهما أن أتعلم القراءات فأشارا عليَّ أن أذهب إلى مدينة طنطا بالوجه البحري لأتلقى علوم القرآن والقراءات على يد الشيخ (محمد سليم) ولكن المسافة بين أرمنت إحدى مدن جنوب مصر وبين طنطا إحدى مدن الوجه البحري كانت بعيدة جدًا، ولكن الأمر كان متعلقًا بصياغة مستقبلي ورسم معالمه مما جعلني أستعد للسفر، وقبل التوجه إلى طنطا بيومٍ واحدٍ علمنا بوصول الشيخ محمد سليم إلى (أرمنت) ليستقر بها مدرسًا للقراءات بالمعهد الديني بأرمنت واستقبله أهل أرمنت أحسن استقبال واحتفلوا به؛ لأنهم يعلمون قدراته وإمكاناته لأنه من أهل العلم والقرآن، وكأن القدر قد سَاقَ إلينا هذا الرجل في الوقت المناسب. وأقام له أهل البلاد جمعية للمحافظة على القرآن الكريم (بأصفون المطاعنة) فكان يُحَفْظ القرآن ويُعَلْم علومه والقراءات. فذهبت إليهِ وراجعت عليه القرآن كله، ثم حفظت الشاطبية التي هي المتن الخاص بعلم القراءات السبع».
بعد أن وصل الشيخ عبد الباسط الثانية عشرة من العمر انهالت عليهِ الدعوات من كل مدن وقرى محافظة قنا وخاصة أصفون المطاعنة بمساعدة الشيخ محمد سليم الذي زكّى الشيخ عبد الباسط في كل مكان يذهب إليه، وشهادة الشيخ سليم كانت محل ثقة الناس جميعًا رحم الله روحه الشريفه واسكنه فسيح جناته.

## دخوله الإذاعة المصرية
مع نهاية عام 1951م طلب الشيخ الضباع من الشيخ عبد الباسط أن يتقدم إلى الإذاعة كقارئ بها ولكن الشيخ عبد الباسط أراد أن يؤجل هذا الموضوع نظرًا لارتباطهِ بمسقط رأسه وأهله ولأن الإذاعة تحتاج إلى ترتيب خاص. ولكنه تقدم بالنهاية.
كان الشيخ الضباع قد حصل على تسجيل لتلاوة الشيخ عبد الباسط بالمولد الزينبي وقدّم هذا التسجيل للجنة الإذاعة فانبهر الجميع بالأداء القوي العالي الرفيع المحكم المتمكن واعتُمِد الشيخ عبد الباسط بالإذاعة عام 1951 ليكون أحد قرائها. وبعد الشهرة التي حققها الشيخ عبد الباسط في بضعة أشهر كان لابد من إقامة دائمة في القاهرة مع أسرته التي نقلها معهُ إلى حي السيدة زينب.
بسبب التحاقه بالإذاعة زاد الإقبال على شراء أجهزة الراديو وتضاعف إنتاجها في ذلك الوقت وانتشرت بمعظم البيوت للاستماع إلى صوت الشيخ عبد الباسط، وكان الذي يمتلك (راديو) في منطقة أو قرية من القرى كان يقوم برفع صوت الراديو لأعلى درجة حتى يتمكن الجيران من سماع الشيخ عبد الباسط وهم بمنازلهم وخاصة كل يوم سبت على موجات البرنامج العام من الثامنة وحتى الثامنة والنصف مساءً.

## شهرته
رَوى الشيخ البطيخي عن بداية شهرة عبد الباسط فقال: في شهر رمضان كان الشيخ عبد الباسط يحيي لياليه في دواوين القرية ولا يرد أحدًا يطلب منهُ أن يقرأ لهُ بضع آيات من القرآن، ثم بدأ بعدها في التنقل بين المحافظات، وفي إحدى المرات قرأ في مجلس المقرئين بمسجد الحسين بالقاهرة، وعندما جاء دوره في القراءة كان من نصيبه ربع من سورة النحل، وأعجب بهِ الناس حتى إن المشايخ كانوا يُلوحون بعمائمهم وكان يستوقفه المستمعون من حين لآخر ليعيد لهم ما قرأه من شدة الإعجاب، ثم تهافت الناس على طلبهِ حتى طلبته سوريا ليحيي فيها شهر رمضان فرفض إلا بعد أن يأذن لهُ شيخه.
يضيف الشيخ عبد الصبور: كنا ذات مرة في زيارة إلى الحرم المكي وكان شيخ الحرم المكي في ذلك الوقت يقرأ من سورة البقرة إلى سورة الأنعام بـقراءة ورش عن نافع فرتل قائلا: «وقال لهم نبيهم إن الله قد بعث لكم طالوت ملكا» فحرص الشيخ عبد الباسط على أن يقابله ليصحح له سهوه في القراءة، فقال له: كان ينبغي أن تقرأ وتقول: نبيئهم، بدلا من نبيهم، ، فقد قرأت في الآية الأولى بقراءة حفص ولم تقرأ بقراءة ورش فأقره الشيخ على هذا السهو في القراءة وطلب منه أن يبقى في الحرم المكي معهم.

## زياراته العالمية
بدأ الشيخ عبد الباسط رحلته الإذاعية في رحاب القرآن الكريم منذ عام 1952م، وانهالت عليه الدعوات من شتى بقاع الدنيا في شهر رمضان وغيرهِ.
وكانت بعض الدعوات توجه إليه ليس للاحتفال بمناسبة معينة وإنما كانت الدعوة للحضور إلى الدولة التي أرسلت إليه لإقامة حفل بغير مناسبة وإذا سألتهم عن المناسبة التي من أجلها حضر الشيخ عبد الباسط فكان ردهم (بأن المناسبة هو وجود الشيخ عبد الباسط) فكان الاحتفال بهِ ومن أجلهِ لأنه كان يضفي جوًا من البهجة والفرحة على المكان الذي يحل به.
هذا يظهر من خلال استقبال شعوب دول العالم لهُ إستقبالًا رسميًا على المستوى القيادي والحكومي والشعبي. حيث استقبله الرئيس الباكستاني في أرض المطار وصافحه وهو ينزل من الطائرة. وفي جاكرتا بدولة اندونيسيا قرأ القرآن الكريم بأكبر مساجدها فامتلأت جنبات المسجد بالحاضرين وامتد المجلس خارج المسجد لمساحة كيلو متر مربع تقريبًا فامتلأ الميدان المقابل للمسجد بأكثر من ربع مليون مسلم يستمعون إليهِ وُقُوفًا على الأقدام حتى مطلع الفجر.
في جنوب أفريقيا عندما علم المسؤولون بوصولهِ أرسلوا إليهِ فريق عمل إعلامي من رجال الصحافة والإذاعة والتلفاز لإجراء لقاءات معهُ ولمعرفة رأيهِ عما إذا كانت هناك تفرقة عنصرية أم لا من وجهة نظره، فكان أذكى منهم وأسند كل شيء إلى زميلهِ وابن بلده ورفيق رحلته القارئ الشيخ أحمد الرزيقي الذي رد عليهم بكل لباقة وأنهى اللقاء بوعي ودبلوماسية أضافت إلى أهل القرآن مكاسب لا حد لها فرضت احترامهم على الجميع.
كان أول زيارة للشيخ عبد الباسط خارج مصر بعد التحاقهِ بالإذاعة عام 1952 حيث زار خلالها السعودية لأداء فريضة الحج ومعهُ والده. واعتبر السعوديون هذه الزيارة مهيأة من قبل الله فهي فرصة يجب أن تجنى منها الثمار، فطلبوا منه أن يسجل عدة تسجيلات للمملكة لتذاع عبر موجات الإذاعة، فلم يتردد الشيخ عبد الباسط وقام بتسجيل عدة تلاوات للمملكة العربية السعودية أشهرها التي سجلت بالحرم المكي وحرم المسجد النبوي الشريف، (لقب بعدها بصوت مكة). ولم تكن هذه المرة الأخيرة التي زار فيها السعودية وإنما تعددت الزيارات ما بين دعوات رسمية وبعثات وزيارات لحج بيت الله الحرام.
من بين الدول التي زارها الهند لإحياء احتفال ديني كبير أقامهُ أحد الأغنياء المسلمين هناك، حيث فوجئ الشيخ عبد الباسط بجميع الحاضرين يخلعون الأحذية ويقفون على الأرض وقد حنّوا رؤوسهم إلى أسفل ينظرون محل السجود وأعينهم تفيض من الدمع يبكون إلى أن انتهى من التلاوة وعيناه تذرفان الدمع تأثرًا بهذا الموقف الخاشع.
لم يقتصر الشيخ عبد الباسط في سفره على الدول العربية والإسلامية فقط وإنما جاب العالم شرقًا وغربًا شمالًا وجنوبًا وُصولًا إلى المسلمين في أي مكان من أرض الله الواسعة، ومن أشهر المساجد التي قرأ بها القرآن هي المسجد الحرام بمكة والمسجد النبوي الشريف بالمدينة المنورة والمسجد الأقصى في القدس وكذلك المسجد الإبراهيمي في الخليل ب فلسطين والمسجد الأموي في دمشق وأشهر المساجد بآسيا وأفريقيا والولايات المتحدة وفرنسا ولندن والهند والعراق ومعظم دول العالم، فلم تخل جريدة رسمية أو غير رسمية من صورة وتعليقات تظهر أنه أسطورة تستحق التقدير والاحترام.

## تكريمه
يُعتبر الشيخ عبد الباسط القارئ الوحيد الذي نال من التكريم حظًا لم يحصل عليه أحد بهذا القدر من الشهرة والمنزلة التي تربع بها على عرش تلاوة القرآن الكريم لما يقرب من نصف قرن من الزمان نال خلالها قدر من الحب الذي جعل منه أسطورة لن تتأثر بمرور السنين بل كلما مر عليها الزمان زادت قيمتها وارتفع قدرها كالجواهر النفيسة ولم يُنس حيًا ولا ميتًا.
فكان تكريمه حيًا عام 1956م عندما كرمته سوريا بمنحه وسام الاستحقاق ووسام الأرز من لبنان والوسام الذهبي من ماليزيا ووسام من السنغال وآخر من المغرب وآخر الأوسمة التي حصل عليها كان قبل رحيله من الرئيس محمد حسني مبارك في الاحتفال بليلة القدر عام 1987.

### الأوسمة التي حصل عليها
- وسام من رئيس وزراء سوريا عام 1959.
- وسام من رئيس حكومة ماليزيا عام 1965.
- وسام الاستحقاق من الرئيس السنغالي عام 1975.
- وسام الأرز من الجمهورية اللبنانية.
- وسام تكريمي من الجمهورية العراقية.
- الوسام الذهبي من باكستان عام 1980.
- وسام العلماء من الرئيس الباكستاني ضياء الحق عام 1984.
- وسام الإذاعة المصرية في عيدها الخمسين.
- وسام الاستحقاق من الرئيس المصري السابق محمد حسني مبارك أثناء الاحتفال بيوم الدعاة في عام 1987.

## مرضه ووفاته
أُصيب بمضاعفات مرض السكري أواخر أيامهِ وكان يحاول مقاومة المرض بالحرص الشديد والالتزام في تناول الطعام والمشروبات ولكن تزامن الكسل الكبدي مع مرض السكر فلم يستطع أن يقاوم هذين المرضين معًا، فأصيب بالتهاب كبدي قبل رحيلهِ بأقل من شهر فدخل المستشفى إلا أن صحته تدهورت مما دفع أبناءه والأطباء إلى نصحهِ بالسفر ليعالج مرضه في مستشفيات لندن، ولقد مكث بها أسبوعًا، وكان بصحبتهِ ابنه طارق فطلب منهُ أن يعود بهِ إلى مصر.
توفي القارئ عبد الباسط عبد الصمد في يوم الأربعاء 21 ربيع الآخر 1409هـ الموافق 30 نوفمبر 1988م، وكانت جنازته وطنية ورسمية على المستويين المحلي والعالمي، فحضر تشييع الجنازة جمع غفير من الناس يتضمنهم سفراء دول العالم نيابة عن شعوبهم وملوك ورؤساء دولهم تقديرًا لدورهِ في مجال الدعوة بأشكالها كافة.

## وصلات خارجية
- عبد الباسط عبد الصمد: سيرة حياته
- عبد الباسط عبد الصمد: موقعه على الانترنت نسخة محفوظة 13 أغسطس 2012 على موقع واي باك مشين.
- مصحف الشيخ من أذاعة طريق الأسلام (رواية حفص عن عاصم - ترتيل)
- مصحف الشيخ من أذاعة طريق الأسلام (رواية حفص عن عاصم - تجويد)
- مصحف الشيخ من أذاعة طريق الأسلام (رواية ورش عن نافع - ترتيل)
- موقع السبيل
- من روائع عبد الباسط عبد الصمد على يوتيوب
- قراءة بصوت الشيخ عبد الباسط عبد الصمد
- ا کثر من 120 فیديو مع صوت الشیخ عبد الباسط محمد عبد الصمد